# Klassik Stiftung Weimar

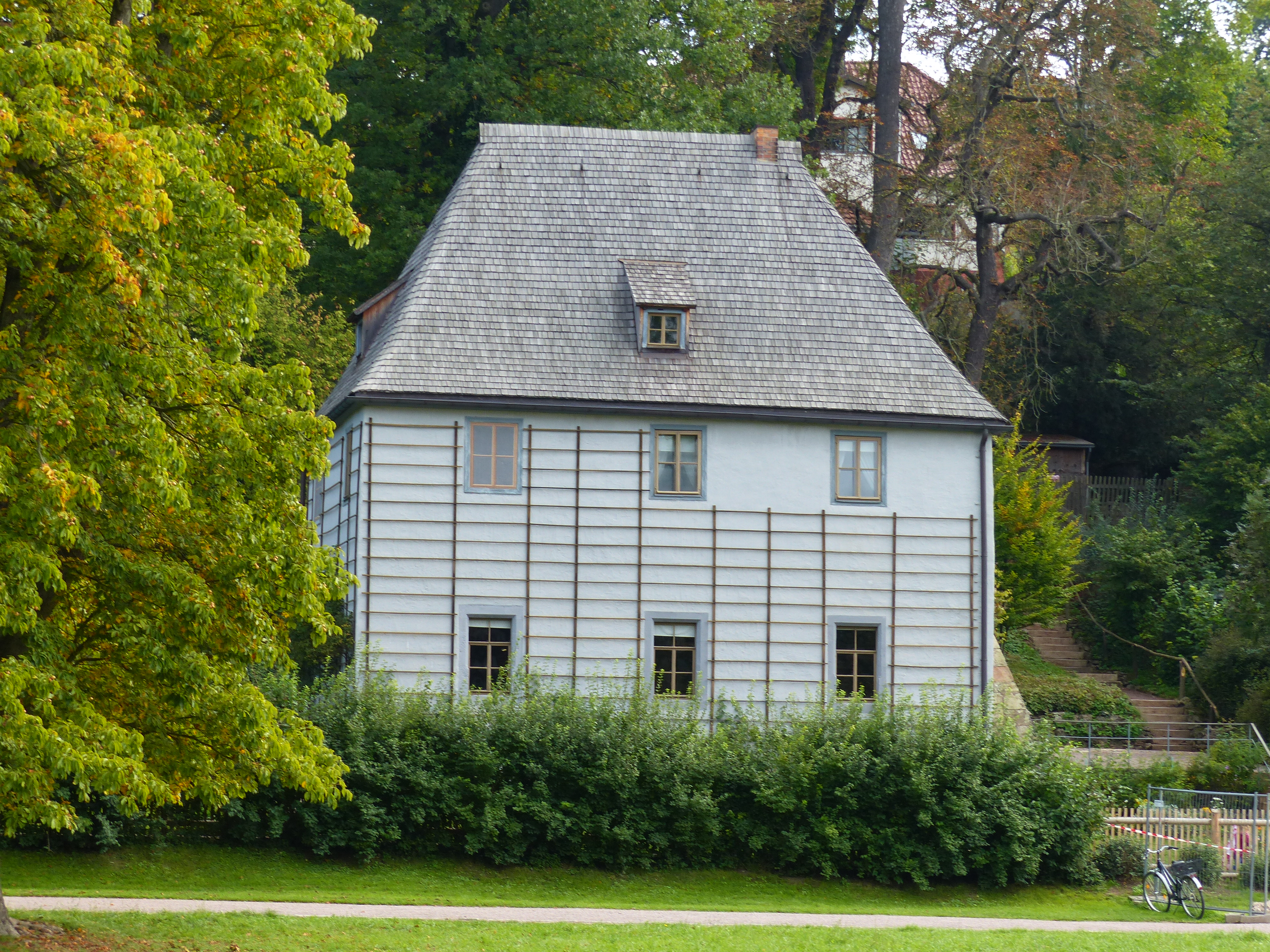
Casa do jardim de Goethe, em Weimar, uma das propriedades da fundação listadas como Patrimônio Mundial.

O Klassik Stiftung Weimar (Fundação Clássica de Weimar) é uma das maiores e mais importantes instituições culturais da Alemanha. Possui mais de 20 museus, palácios, casas e parques históricos, bem como coleções literárias e de arte, algumas das quais são patrimônios mundiais.
Ele se concentra no período do Classicismo de Weimar, mas também cobre a arte e a cultura dos séculos XIX e XX com propriedades associadas a Franz Liszt, Friedrich Nietzsche, Henry van de Velde e a Bauhaus.
Onze de suas propriedades estão listadas como parte do Patrimônio Mundial Clássico de Weimar e o Haus am Horn faz parte da Bauhaus e seus Sítios em Weimar, Dessau e Bernau, locais do Patrimônio Mundial.
A fundação foi criada em 1 de janeiro de 2003 com a fusão do Stiftung Weimarer Klassik e do Kunstsammlungen zu Weimar. Era conhecido de 2003 a 2006 como Stiftung Weimarer Klassik und Kunstsammlungen.
O Klassik Stiftung Weimar é membro do Konferenz Nationaler Kultureinrichtungen, uma união de mais de vinte instituições culturais nos cinco novos estados da Alemanha que antes faziam parte da República Democrática Alemã.

## Weimarer Fürstengruft e cemitério histórico

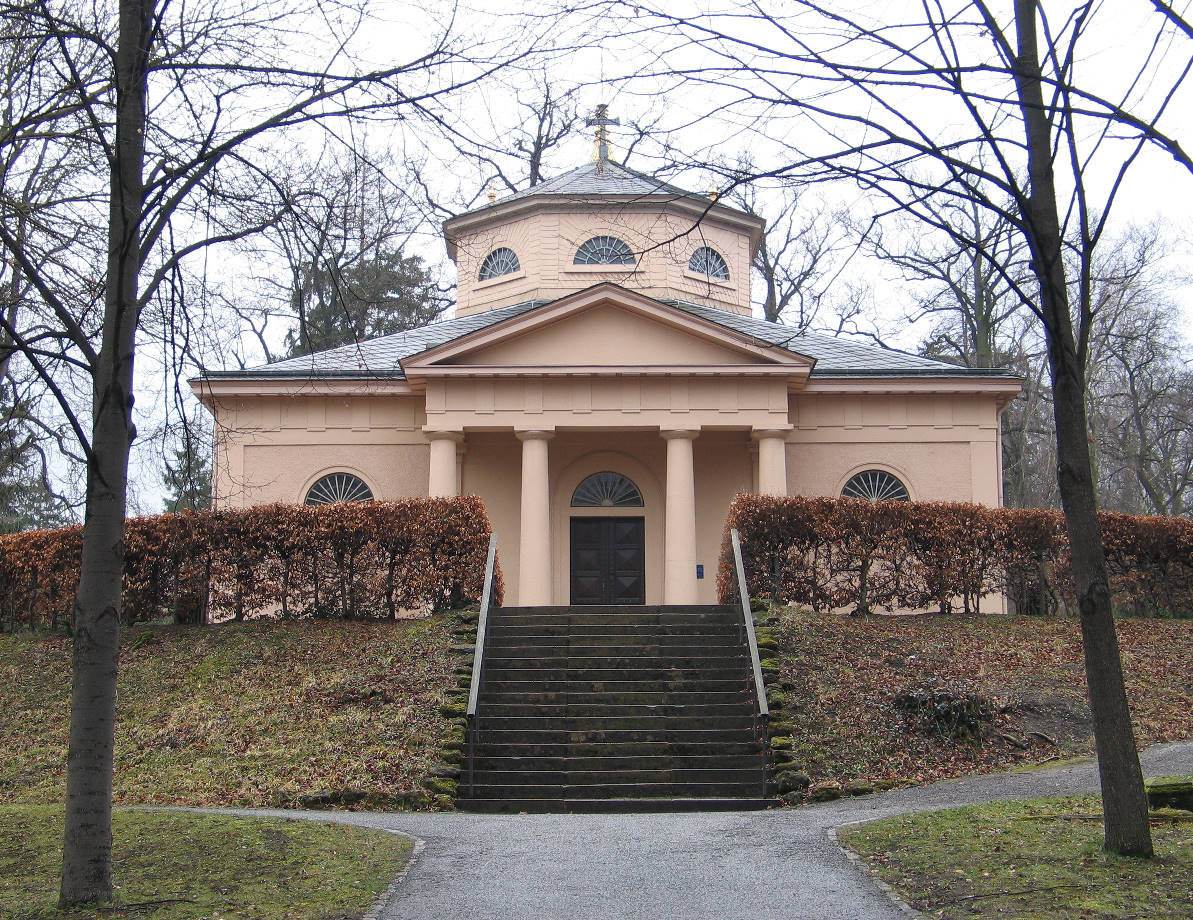
O Fürstengruft de frente.

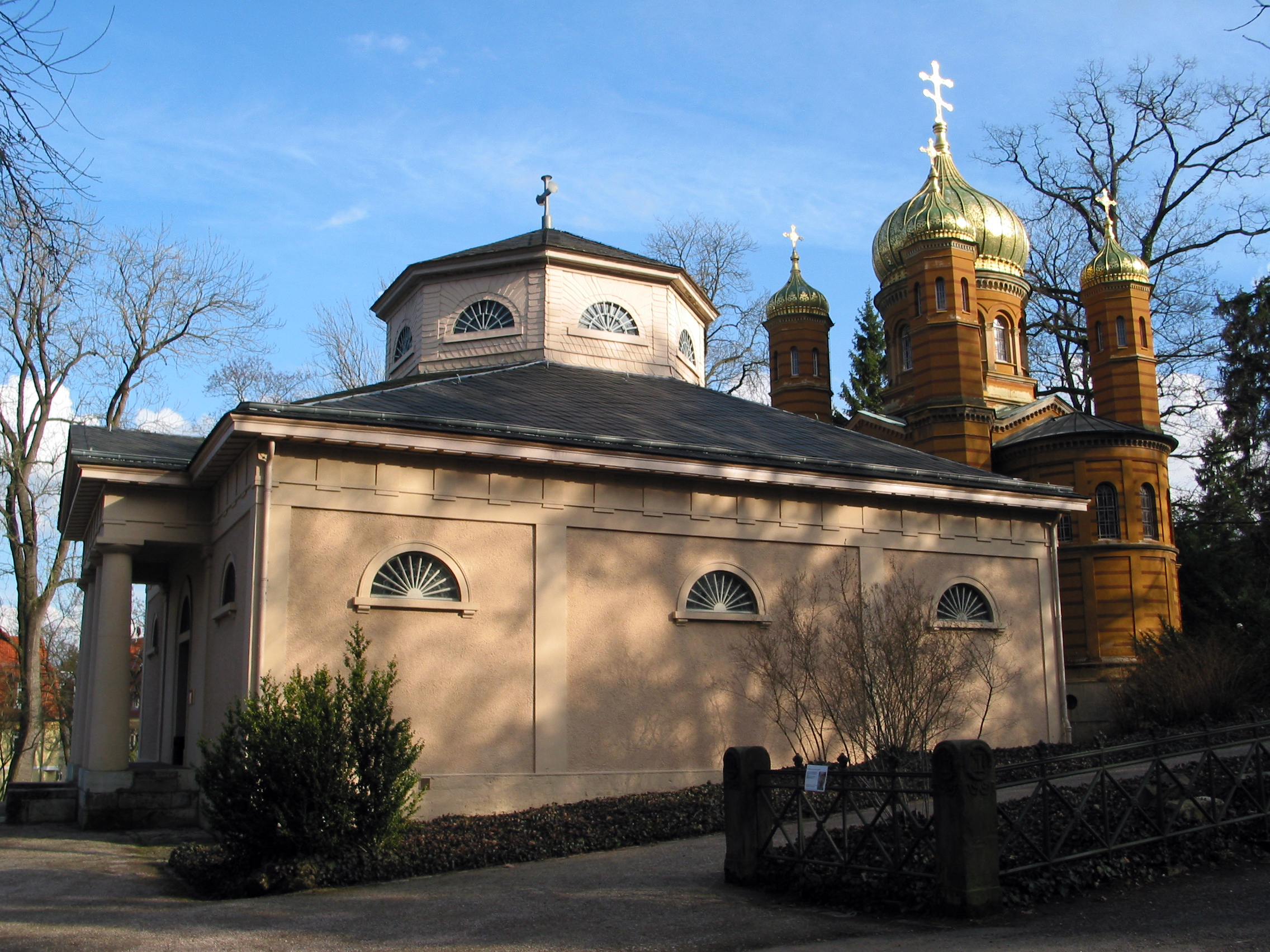
O Fürstengruft do oeste, mostrando a Capela Ortodoxa Russa atrás dele.

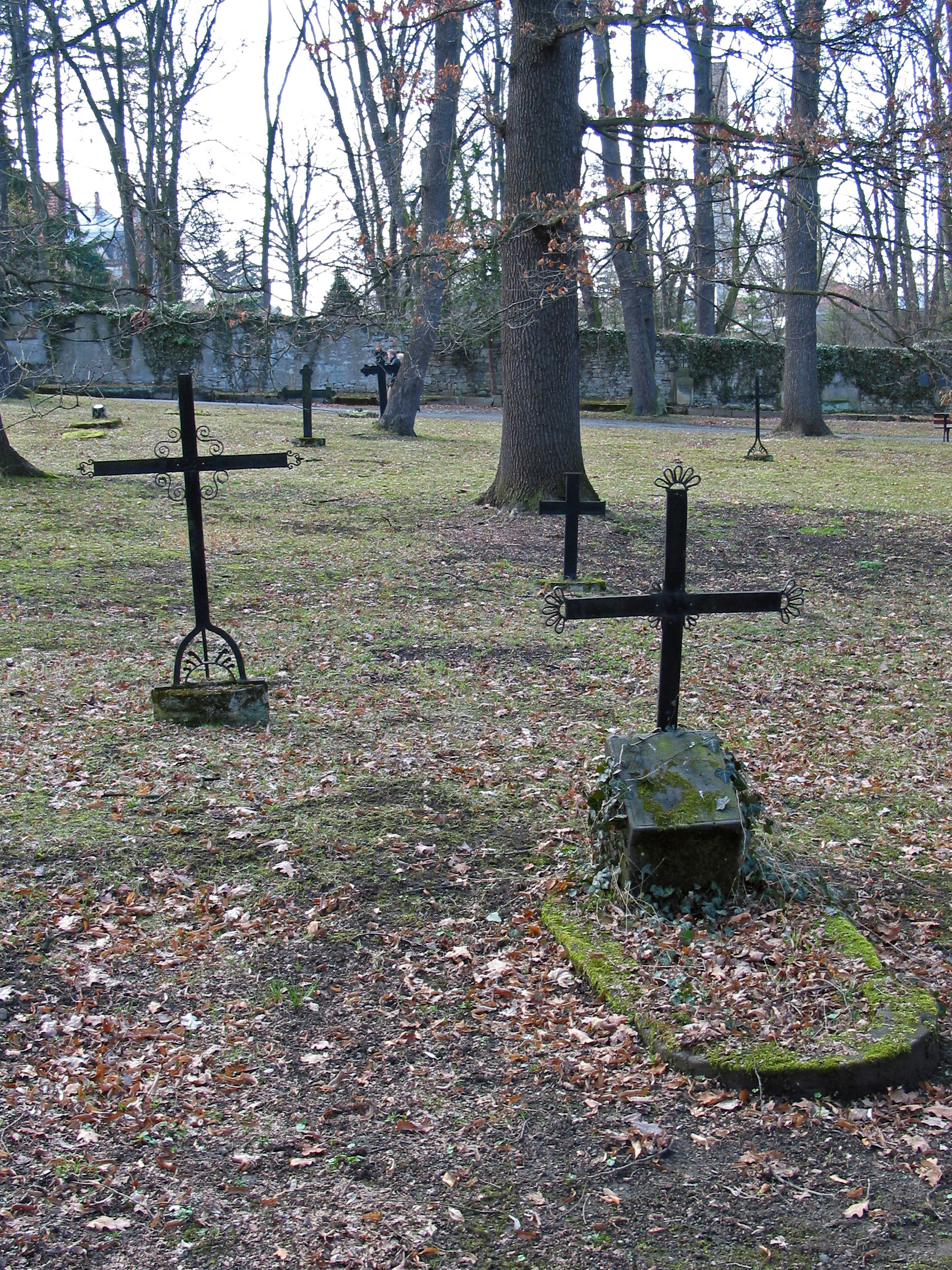
Túmulos na metade oeste do cemitério

O Weimarer Fürstengruft é a capela funerária ducal de Saxe-Weimar-Eisenach e está localizado no Cemitério Histórico (Historischer Friedhof Weimar). Abriga os túmulos de Goethe e Schiller. Faz parte do Klassik Stiftung Weimar e desde 1998 o cemitério fazem parte do Patrimônio Mundial Clássico de Weimar.